# Le Charivari

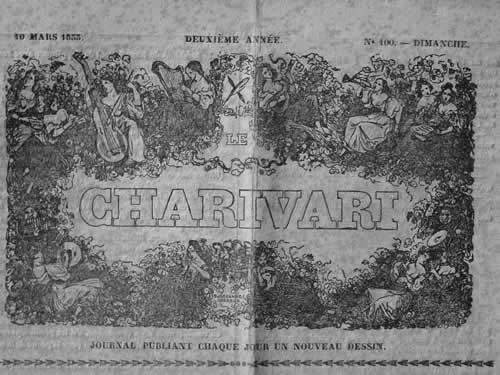
Le Charivari, titelsida från 1833.

Le Charivari var en fransk tidskrift med satiriskt innehåll.
Le Charivari, som fått sitt namn efter den folkliga sedvänjan charivari, uppsattes i Paris 1832. Det var en skämttidning, som under 1830- och 1840-talen i ord och bild skarpt angrep både Ludvig Filips regering och tidens socialistiska strävanden. Tidningen lades ned 1937.